# Brutality
Brutality è un cortometraggio muto del 1912 scritto e diretto da D.W. Griffith.

## Trama
Una notte, mentre si trova in una sala da gioco, un padre violento si rende conto del suo comportamento nei confronti della moglie e dei figli.

## Produzione
Il film fu prodotto dalla Biograph Company. Venne girato a New York.

## Distribuzione
Distribuito dalla General Film Company, il film - un cortometraggio in due bobine - uscì nelle sale cinematografiche statunitensi il 2 dicembre 1912. Ne venne fatta una riedizione distribuita il 1º ottobre 1915.
Copie della pellicola sono conservate negli archivi della Library of Congress.